# Dual in-line package
В микроелектрониката, dual in-line package (от английски: интегрална схема с двуредов корпус) съкратено DIP (или понякога DIL) е начин на изпълнение на интегрални схеми при който кристалът на интегралната схема е покрит от корпус с форма на правоъгълен паралелепипед, а изводите (пинове) са разположени от двете му страни (обикновено по-дългите). Имената на корпусите се получават DIPn, където n е общият брой на изводите. Например корпусът на интегрална схема с по седем извода от едната страна се нарича DIP14.
Изводите на DIP корпуса се запояват директно за печатна платка. Интегралните схеми в DIP корпус предоставят възможност да бъдат монтирани в цокли, позволяващи лесна замяна на интегралните схеми при повреда. Корпусите DIP до голяма степен са заменени от корпус за повърхностен монтаж, които позволяват по-плътно разположение и монтаж на интегралните схеми върху печатната платка.

## Спецификации
Най-често в практиката се използват двуредови корпуси с 8, 14, 16, 18, 20, 36, 40, 42 и 48 извода, като разстоянието между два съседни извода е 1.27 mm или 2.54 mm
Според материала от който се изработва корпусите биват:
- - Ceramic Dual In-line Package (CERDIP) (керамични DIP)
  - Plastic Dual In-line Package (PDIP) (пластмасови DIP)

DIP корпусите навлизат в микроелектрониката през 70-те и 80-те години на миналия век. Употребата им намалява в полза на нови корпуси за повърхностен монтаж като Plastic leaded chip carrier (PLCC) и Small-Outline Integrated Circuit (SOIC) и други.

### Номерация на пиновете
Номерацията на DIP чиповете става обратно на часовниковата стрелка.